# Brachyrhaphis olomina
 Brachyrhaphis olomina és un peix de la família dels pecílids i de l'ordre dels ciprinodontiformes.

## Morfologia
Els mascles poden assolir els 6 cm de longitud total i les femelles els 3,4.

## Distribució geogràfica
Es troba a Centreamèrica: Costa Rica.